# Stazione di Biforco
La stazione di Biforco è una fermata ferroviaria posta sulla ferrovia Faentina. Serve la frazione di Biforco, alle porte della cittadina di Marradi. È posta in posizione nettamente sopraelevata rispetto al paese, accanto ad un cimitero e ad una chiesa.

## Storia
La fermata venne attivata il 26 agosto 1888 in concomitanza con l'apertura del tronco Fognano-Marradi della ferrovia Faentina.
Nel 2002 la fermata risultava impresenziata insieme ad altri 8 impianti situati sulla linea.

## Strutture e impianti
La stazione è gestita da Rete Ferroviaria Italiana; di dimensioni notevolmente ridotte e con uno stile nettamente diverso rispetto alle altre stazioni della linea, è costituita da un semplice fabbricato viaggiatori a due livelli, con accanto una saletta indipendente. Dispone di una banchina che serve l'unico binario passante della linea.

## Movimento
La stazione, che RFI classifica di categoria bronze, è servita dalle relazioni regionali Trenitalia svolte nell'ambito del contratto di servizio stipulato con la Regione Toscana denominato anche "Memorario".